# Dermatom (Anatomie)
Das Dermatom (von altgriechisch δέρμα dérma ‚Haut‘ und altgriechisch τομή tomḗ ‚(Ab-)Schnitt‘) ist das von einem Rückenmarksnerven (Spinalnerven) sensibel innervierte segmentale Hautgebiet.
Die Erforschung der Dermatome erfolgte sowohl klinisch (z. B. Studium an Herpes zoster erkrankter Patienten sowie beim Auftreten von Radikulopathien) als auch durch anatomische Untersuchungen.

## Anatomische Grundlagen

### Embryologie
Während der Segmentierung des Embryos entstehen im Rumpfbereich aus dem paraxialen Mesoderm, seitlich vom Neuralrohr und der Chorda dorsalis, zunächst die Urwirbel (Somit). Aus deren dorsolateralem Teil bildet sich die Lederhaut (Dermis). Diese Anlage wird auch als Dermatom bezeichnet. Infolge dieser segmentalen Herkunft der einzelnen Hautgebiete gibt es auch eine segmentale Zuordnung zum entsprechenden Spinalnerv. Folglich sind Dermatome der Ausdruck der Metamerie der Haut.

Dermatom und Autonomgebiet
Dermatome in rot/blau/grüner Schraffur, 1-3 Plexusnerv und deren Autonomgebiet

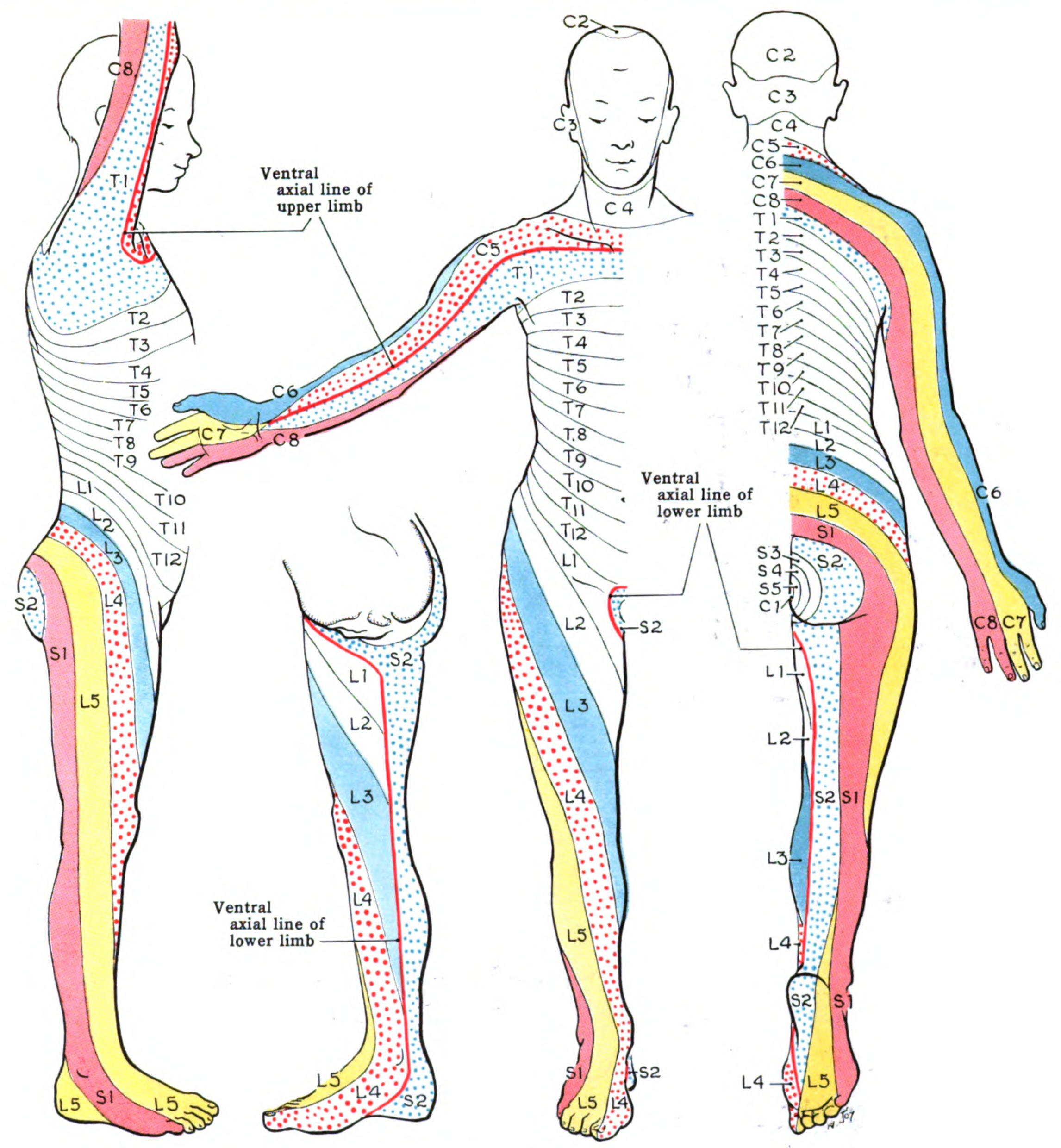
Präsentation der spinalen Dermatome auf der Hautoberfläche.

Auch bei Erwachsenen bleibt diese segmentale Zuordnung der Rückenmarksnerven zu entsprechenden Hautgebieten erhalten. Diese verlaufen am Rumpf gürtelförmig und an den Extremitäten in Längsrichtung.
Die Zellkörper der sensiblen Neurone liegen außerhalb des Rückenmarks im Spinalganglion (Ganglion spinale).

### Dermatome am Rumpf
Die Spinalnerven am Rumpf enthalten nur Fasern eines Spinalnerven, sind von daher uniradikulär und unisegmental.
Klassischerweise wird jedoch eine Überlappung der Hautgebiete der einzelnen Spinalnerven gelehrt. Bei einer Schädigung eines Spinalnervs trete deshalb kein völliger Ausfall der Sensibilität im betreffenden Dermatom auf. Die Überlappung soll für die Wahrnehmung von Schmerz- und Temperaturreizen weniger ausgeprägt sein als von Berührungsreizen. Auf Grund der Überlappung komme es oft erst bei einem Ausfall zweier benachbarter Segmente zu einem merklichen Sensibilitätsausfall.
Laut Curt Elze beruht die These der „Überlappung von Hautgebieten“ am Rumpf auf einer fälschlichen Interpretation der Studien von Henry Head: So habe dieser die Dermatome überlagert gezeichnet, da er individuelle Variationen von verschiedenen Patienten in seinen Abbildungen integriert habe. Die Zuordnung zu den Dermatomen erfolge durch deren Verlauf bis in die Unterhaut; erst in der Haut komme es zu überlappenden Innervationen kleinster Hautnerven.
Typische Lokalisationen von Sensibilitätsstörungen am Rumpf:
- Segment Th4: Höhe Mamille
- Segment Th10: Bauchnabel

### Dermatome an den Extremitäten
Die Hautnerven der Extremitäten (sowie des Halses und des Perineums) werden aus verschiedenen Spinalnerven gebildet, sind also pluriradikulär und plurisegmental. Konkret bilden die Rami ventrales der Spinalnerven die folgenden Plexus (Geflechte) aus:
- Halsgeflecht (Plexus cervicalis)
- Armgeflecht (Plexus brachialis)
- Lenden-Kreuz-Geflecht (Plexus lumbosacralis)

Durch den Faseraustausch in diesen Geflechten entstehen die Plexusnerven. Diese führen in den meisten Fällen Nervenzellfortsätze mehrerer Segmente.
Typische Lokalisationen von Sensibilitätsstörungen an der oberen Extremität:
- C5: Oberarmaußenseite
- C6: Daumen
- C7: Mittelfinger
- C8: Kleinfinger
- Th1: Ellenbogen medialseitig

Typische Lokalisationen von Sensibilitätsstörungen an der unteren Extremität:
- L1: Leistenregion
- L2: Oberschenkelinnenseite
- L3: Knieinnenseite
- L4: Unterschenkelinnenseite
- L5: Großzehe
- S1: Oberschenkelrückseite, Unterschenkelrückseite, Ferse

## Autonomgebiet
Ein Hautareal, welches ausschließlich von einem bestimmten Nerv sensibel innerviert wird, bezeichnet man auch als Autonomgebiet bzw. als Autonomzone dieses Nervs. Die Gebiete, wo es zu einer funktionellen Überlappung mit den Bereichen von Nachbarnerven kommt, werden als Maximalzonen bezeichnet. Die Erforschung erfolgte v. a. durch die Arbeiten von Otfried Foerster.
Während die Autonomgebiete am Rumpf den Segmenten entsprechen, gibt es typische Verteilungsmuster für Läsionen der peripheren Nerven der oberen und der unteren Extremität:
Typische Lokalisation von Autonomgebieten an der oberen Extremität:
- Nervus axillaris: Oberarm über dem Deltamuskel (etwa da, wo man impft)
- Nervus medianus: Endglieder des Zeige- und Mittelfingers von palmar
- Nervus ulnaris: Endglied des kleinen Finger von palmar
- Nervus radialis: zwischen dem Daumen und dem Zeigefinger bzw. dem Zeigefinger und dem Mittelfinger von dorsal

Typische Lokalisation von Autonomgebieten an der unteren Extremität:
- Nervus cutaneus femoris lateralis: Oberschenkelaußenseite
- Nervus femoralis: Oberschenkelinnenseite
- Nervus saphenus: Unterschenkelinnenseite

- Nervus fibularis profundus: erster Zehenzwischenraum von dorsal (da, wo sich die Lasche eines Flip-Flop befindet)
- Nervus tibialis: Fußsohle und Ferse

## Klinische Bedeutung

### Typische Krankheitsbilder
Typische klinische Krankheitsbilder sind die Gürtelrose und der Bandscheibenvorfall.

### Übertragener Schmerz (Reflektierter Schmerz)
Vegetative Schmerzen können von inneren Organen hervorgerufen werden. Diese Empfindungen werden in der Regel als dumpf und als diffus wahrgenommen. Die Übertragung von vegetativen Schmerzen auf die Körperfläche wird als „referred pain“ bezeichnet. Dies beruht auf viszerosensiblen (viscera „Eingeweide“, „innere Organe“) Empfindungen, welche über die Spinalnerven übertragen werden. Diese können von der zuständigen Region der Großhirnrinde nicht einem genauen Ort zugeordnet werden, sondern werden in die entsprechenden sensiblen Hautgebiete, meist dem des gleichen Spinalnervs, projiziert. Ein bekanntes Beispiel sind Schulterschmerzen bei Gallenblasenbeschwerden oder die in den linken Arm ausstrahlenden Schmerzen bei Angina Pectoris. Hierzu analog gilt es, auch die entsprechenden Projektionen der Myotome und der Sklerotome zu beachten.
Bei Erkrankungen innerer Organe kann sich so eine Überempfindlichkeit gegenüber äußeren Reizen in einem bestimmten Hautareal, der sogenannten Head-Zone, einstellen. Dieses Phänomen wird in der Diagnostik als Head-Zonenprobe (auch Kalchschmidt-Probe) untersucht. Die Head-Zone (auch Headsche Zone und Head-Mackenziesche Zone genannt) wird als Hautareal definiert, in dem aufgrund des gegliederten Körperaufbaus (→ Metamerie) eine über das zugehörige Rückenmarkssegment laufende Querverbindung zwischen dem somatischen und dem vegetativen Nervensystem besteht. Diesem Areal sind bestimmte innere Organe zugeordnet, siehe nachfolgende Tabelle. Die Headsche Zone, die einem bestimmten Organ zugeordnet ist, kann sich über mehrere Dermatome erstrecken, weist jedoch einen reflektorisch bedeutsamen Maximalpunkt auf. Eine Irritation des zugehörigen inneren Organs kann über einen viszerokutanen Reflex eine meist gleichseitige Schmerzzone zur Folge haben (Hyperalgesiezone). Dieses Phänomen wird dann übertragener Schmerz genannt. Der Schmerz kann u. U. auf Nachbarsegmente oder die ganze Körperhälfte übergreifen (Generalisation). Einige alternativmedizinische Methoden nutzen zur angeblichen Beeinflussung innerer Organe eine Umkehr des Reflexgeschehens, indem bestimmte Hautzonen mechanisch, thermisch oder pharmakologisch beeinflusst werden. Diese Methoden, für welche keine wissenschaftliche Evidenz existiert, werden Reflextherapien genannt.
| Organe                      | Dermatom        | Körperseite                               |
| --------------------------- | --------------- | ----------------------------------------- |
| Herz                        | C 3-4, Th 1-5   | vorwiegend links, auch rechter Arm        |
| Aorta thoracica             | C 3-4, Th 1-7   | beidseits                                 |
| Pleura                      | Th 2-12         | der jeweiligen Körperhälfte (ipsilateral) |
| Lungen                      | C 3-4           | ipsilateral                               |
| Speiseröhre                 | Th 1-8          | beidseits                                 |
| Magen                       | Th (5) 6-9      | links                                     |
| Leber und Gallenwege        | Th (5) 6-9 (10) | rechts                                    |
| Bauchspeicheldrüse          | Th 6-9          | vorw. links                               |
| Duodenum                    | Th 6-10         | rechts                                    |
| Jejunum                     | Th 8-11         | links                                     |
| Ileum                       | Th 9-11         | beidseits                                 |
| Blinddarm, proximales Colon | Th 9-10, L 1    | rechts                                    |
| distales Colon              | Th 9 - L 4      | links                                     |
| Rektum                      | Th 9 - L 4      | links                                     |
| Niere und Harnleiter        | Th 9 - L 1 (2)  | ipsilateral                               |
| Adnexen                     | Th 12 - L 4     | ipsilateral                               |
| Peritoneum                  | Th 5-12         | beidseits                                 |
| Milz                        | Th 6-10         | links                                     |